# Lina Carstens
Lina Carstens (Wiesbaden, 6 dicembre 1892 – Monaco di Baviera, 22 settembre 1978) è stata un'attrice e doppiatrice tedesca.
Tra cinema e televisione, apparve in oltre un centinaio di produzioni, lavorando spesso con il regista Detlef Sierck. Come doppiatrice, prestò la propria voce ad attrici quali Jullan Kindahl, Ave Ninchi, Tina Pica, Margaret Rutherford, Estelle Winwood, ecc.

## Biografia
Lina Carstens nasce a Wiesbaden il 6 dicembre 1892. Il padre ha origini frisoni.
Nella sua città natale, frequenta la stessa scuola femminile di Ruth Drexel e studia recitazione.
In seguito, ottiene nel 1911 il suo primo ingaggio teatrale a Karlsruhe, al quale seguiranno, tra il 1915 e il 1944, ingaggi nei teatri di Berlino, Coblenza, Lipsia e Monaco di Baviera. A teatro recita in opere di Arthur Schnitzler, Hauptmann e Strindberg assieme ad Albert Bassermann e Max Pallenberg.
Nel 1921, fa il proprio debutto cinematografico nel film, diretto da Hanns Lampadius, Leidendes Land.
Nel 1934 ottiene il ruolo da protagonista nel film diretto da Detlef Sierck Aprile, aprile (April, April). Cinque anni dopo, viene nominata "attrice di stato".
Nel corso della seconda guerra mondiale, nasce, dal matrimonio con lo scrittore Otto Ernst Sutter (1874-1970), il suo unico figlio. Nel dopoguerra, è la prima interprete tedesca del ruolo da protagonista dell'opera teatrale di Bertolt Brecht Madre Coraggio e i suoi figli (Mutter Courage und ihre Kinder).
A partire dagli anni sessanta, inizia anche a comparire in serie televisive poliziesche tedesche.
Nel 1972 riceve il Filmbald in oro del Deutscher Filmpreis per la carriera. Riceverà lo stesso premio tre anni dopo per il ruolo da protagonista nel film, diretto da Bernhard Sinkel, Lina Braake.
Lina Carstens muore in un ospedale di Monaco di Baviera il 22 settembre 1978, alla soglia degli 86 anni. Dopo la sua morte, la sua salma viene traslata per la sepoltura nei pressi del Mare del Nord.

## Filmografia parziale

### Cinema
- Leidendes Land, regia di Hanns Lampadius (1921)
- Aprile, aprile (April, April), regia di Detlef Sierck (1934)
- La ragazza di Moorhof (Das Mädchen von Moorhof), regia di Detlef Sierck (1935)
- La prigioniera di Sidney (Zu neuen Ufern), regia di Detlef Sierck (1937)
- Tango Notturno, regia di Fritz Kirchhoff (1937)
- Dietro il sipario (Der Vorhang fällt), regia di Georg Jacoby (1939)
- La contessa e il guardacaccia (Leidenschaft), regia di Walter Janssen (1940)
- Donna misteriosa (Kriminalkommissar Eyck), regia di Milo Harbich (1940)
- Il sogno di Carnevale (Bal paré), regia di Karl Ritter (1940)
- Malata d'amore (Dr. Holl), regia di Rolf Hansen (1951)
- Ein Herz spielt falsch, regia di Rudolf Jugert (1953)
- Cielo senza stelle (Himmel ohne Sterne), regia di Helmuth Käutner (1955)
- Resurrezione (Auferstehung), regia di Rolf Hansen (1958)
- Lina Braake, regia di Bernhard Sinkel (1975)
- Heinrich, regia di Helma Sanders-Brahms (1977)

### Televisione
- Der Bastian - serie TV, 13 episodi (1973)
- L'ispettore Derrick - episodio 01x01 (1974)
- La casa delle donne (Haus der Frauen), regia di Krzysztof Zanussi - film TV (1978)

## Premi e riconoscimenti
- 1972: Filmband d'oro del Deutscher Filmpreis alla carriera
- 1975: Filmband d'oro del Deutscher Filmpreis per Lina Braake